# Danseuse étoile (film)
Pour l’article homonyme, voir Danseuse étoile.
Pour plus de détails, voir Fiche technique et Distribution.
Danseuse étoile (Stage Mother) est un film américain réalisé par Charles Brabin et sorti en 1933.

## Synopsis
Quatre ans après la mort de son mari, Kitty Lorraine, une ancienne interprète, épouse le comique Ralph Martin et revient sur scène, laissant derrière elle sa fille Shirley, quatre ans, avec ses anciens beaux-parents. Lassée après dix ans de consommation d'alcool de Ralph, Kitty divorce et fait venir sa fille, alors âgée de 14 ans. Deux années de formation permettent à Shirley de décrocher un rôle vedette dans une revue musicale en tournée. Au retour de Shirley à New York, Kitty fait chanter le directeur de la revue pour qu'il rompe le contrat de Shirley afin qu'elle puisse jouer le rôle principal dans une revue de Broadway.
Lors des essais à Boston, Shirley retourne dans sa maison familiale et rencontre Warren Foster, un artiste qui y vit désormais. Elle profite de la maladie soudaine de sa mère pour continuer à voir Warren, finissant par passer la nuit avec lui. Lorsque Kitty intercepte une lettre d'amour de Warren à Shirley, elle fait chanter les parents de Warren.

## Fiche technique
- Réalisation : Charles Brabin
- Scénario : John Meehan d'après le roman Stage Mother de Bradford Ropes
- Production : 	Hunt Stromberg
- Photographie : George J. Folsey
- Montage : Frank E. Hull
- Musique : Arthur Freed, Nacio Herb Brown, Fred Fisher
- Production : Metro-Goldwyn-Mayer
- Durée : 85 minutes
- Date de sortie : 
  - États-Unis : 29 septembre 1933

## Distribution
- Alice Brady : Katherine 'Kitty' Lorraine
- Maureen O'Sullivan : Shirley Lorraine
- Franchot Tone : Warren Foster
- Phillips Holmes : Lord Reggie Aylesworth
- Ted Healy : Ralph Martin
- Russell Hardie : Frederick 'Fred' Lorraine
- C. Henry Gordon : Ricco
- Alan Edwards : Al Dexter
- Ben Alexander : Francis Nolan
- Lowden Adams : Dexter's Butler
- Luis Alberni : Hors D'Oeuvres Waiter
- Sam Ash : Mr. Mark Thorne
- Hank Bell : homme avec une moustache
- Margaret Bert : Nurse
- Nora Cecil : Miss Gilford - Kitty's Music Store Boss
- Elspeth Dudgeon : Music Store Customer
- Jay Eaton : Mr. Sterling professeur de danse
- Bill Elliott : Audience Member / Dexter's Party Guest
- John Elliott : Politicien
- Larry Fine : Music Department customer
- Bud Geary : Orderly
- Ruth Gillette : Blonde
- June Gittelson : Laughing Fat Woman
- Harrison Greene : Stage Manager
- Lillian Harmer : mère de Fred
- Aggie Herring : The Landlady
- Harry Holman : Mr. Rumley
- Mary Ann Jackson : Auditioning Child Dancer
- Gladden James : Audience Member
- Lew Kelly : Jake - Stagehand
- Alice Lake : Audience Member
- John Larkin : le portier
- Buddy Messinger : Fellow in Third Row
- Greta Meyer : Dancing Girl's Mother
- Bert Moorhouse : Navy Officer
- Edmund Mortimer : Shipboard Extra / Audience Extra
- Frank O'Connor : Man at Gangplank
- Garry Owen : Jerry - Stagehand
- Bradley Page : Tom Banton
- Shirley Jean Rickert : Shirley Lorraine : a child
- Tom Ricketts : Fred's Father
- Henry Roquemore : Messenger
- Phillips Smalley : Music Store Manager
- Larry Steers : Dexter's Party Guest
- Carl Stockdale : Stagehand
- Carl 'Alfalfa' Switzer : 'Irish Eyes' singer
- Guy Usher : Theater Owner
- Monte Vandergrift : Stage Lighting Man
- Glen Walters : Dancing Girl's Tall Mother
- Leo White : Percy - Audition Manager
- Beal Wong : Stage Extra
- Tammany Young : chauffeur de taxi

## Réception
Le critique de cinéma Mordaunt Hall du New York Times note que de nombreux aspects du scénario sont peu plausibles, mais crédite Alice Brady pour son jeu d'actrice, et reconnait que la mise en scène de Brabin est bien mieux acceptable que d'autres films du même genre.
L'historien du cinéma Richard Barrios identifie ce film en tant qu'exemple de présentation d'homosexualité codée dans le cinéma de l'époque.